# Лаутари

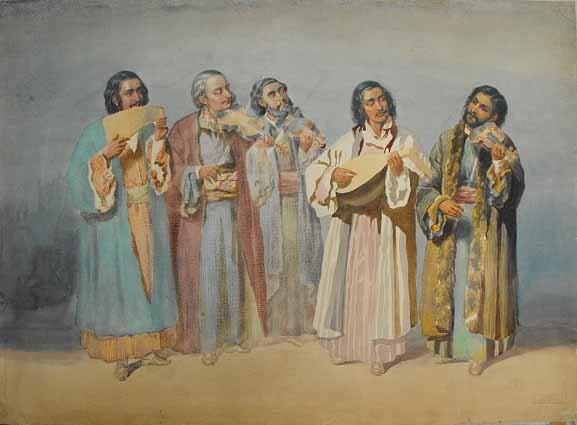
Румунські лаутари, малюнок 1860 року

Лаута́ри або леута́ри (рум. lăutari) — традиційні молдовські та румунські, часто циганські співаки й інструменталісти, зазвичай члени клану мандрівних музик.
Назва «лаутари» походить від слова «леу́та» або «алеу́та» — старовинний щипковий музичний інструмент. У Румунії лаутарами були цигани, яких навіть називали «циганами-лаутарами». Термін «леутар» у Молдові та Румунії став називним, і позначає взагалі народного музиканта, зазвичай скрипаля.
Виникнувши як прізвисько, найменування леутар нерідко ставало і прізвищем. Від давнини до тепер дійшли цілі династії леутарів.

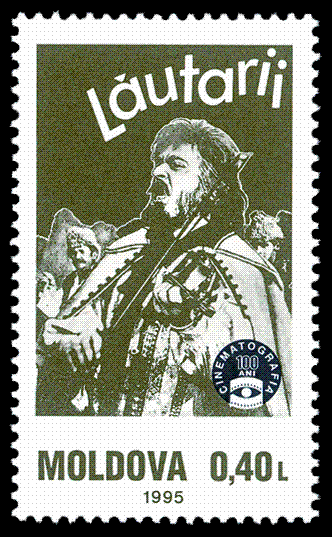
Леутар на молдовській поштовій марці (1995)

Так, уже на початку XIX століття в Кишиневі існував леутарський цех. У будинку боярина Варфоломія розміщувався постійний оркестр леутарів, який, за свідченням сучасників, грав мелодії молдавських пісень та танців «Люблю тебе безмірно», «Сирбешти» тощо. Легендарним леутаром був Барбу Леутару, надзвичайно популярним був також кишинівський леутар Янку Пержа, що грав у 1830—1870-х роках і відгравав значну роль у музичному житті Кишинева. Він, серед іншого, виховав багатьох леутарів, серед яких Костаке Марін (1840—1911) і Георге Херару (1853—1920). Велику популярність здобув леутар Тимофій Няга, батько композитора Штефана Няги. Визначною також була творчість леутарів Г. Пеуна і К. Парно.
Гра леутарів вплинула на творчість румунських композиторів-скрипалів Джордже Енеску та Григораша Дініку.
Свої лаутари були і лишаються на Буковині, зокрема і у теперішній Чернівецькій області України.
Оркестри леутарів грали на народних гуляннях, весіллях, супроводжували музикою вистави. За радянських і пострадянських часів музичне мистецтво леутарів перейняли численні оркестри молдавських і буковинських народних інструментів. У теперішній час, у сучасних Молдові, на Чернівеччині в Україні лаутари є зберігачами фольклорних скарбів, історичної манери виконання. Назву «Лаутари» носить Національний оркестр народної музики Молдови, створений у 1970 році (теперішній художній керівник і головний режисер Ніколае Ботгрос).